# Swithhelm
Swithhelm est roi d'Essex jusqu'à sa mort, en 663 ou 664.

## Biographie

### Ascendance
Dans son Histoire ecclésiastique du peuple anglais (Livre III, chapitre 22), Bède le Vénérable indique que Swithhelm est le fils d'un certain Seaxbald, qu'il est impossible de replacer avec certitude dans la généalogie connue des rois d'Essex. Selon les chroniqueurs médiévaux Guillaume de Malmesbury et Jean de Worcester, il était le frère de son prédécesseur Sigeberht II le Bon, une hypothèse que rien ne permet d'appuyer. Hector Munro Chadwick a proposé que Seaxbald soit le troisième fils de Sæberht, une hypothèse que Barbara Yorke considère « attrayante ».

### Règne
Swithhelm devient roi d'Essex après la mort de Sigeberht II le Bon. Celui-ci a été assassiné par deux frères qui étaient de sa famille, et Barbara Yorke avance l'hypothèse qu'il s'agisse de Swithhelm et de son frère Swithfrith.
À son avènement, Swithhelm est encore païen, mais il se convertit à une date inconnue et reçoit le baptême à la cour du roi des Angles de l'Est Æthelwald, des mains de l'évêque Cedd. Ce fait témoigne peut-être d'une évolution dans la politique étrangère de l'Essex : Sigeberht lui-même s'était converti vers 653 sous l'influence du roi Oswiu de Northumbrie, et il est possible que son assassinat ait été en réalité motivé par le rejet de ce qui pouvait être perçu comme une domination étrangère.

### Succession
Selon Bède, Swithhelm meurt au moment du concile de Whitby, tenu en 663-664. Ses successeurs sont Sigehere et Sæbbi.